# The Sims 4: Get Together
| Агрегатор    | Оцінка |
| ------------ | ------ |
| GameRankings | 73.36% |
| Metacritic   | 72%    |

The Sims 4: Get Together — друге доповнення для комп'ютерної гри жанру стратегічного симулятору життя The Sims 4. У США вийшло 8 грудня 2015. Додає новий світ під назвою Вінденбург, який створений на основі німецьких та норвезьких містечок. У новому світі з'явилися нічні клуби, нові види спорту, точки для гуляння, кафе та нові ігрові функції. Схожими доповненнями є The Sims Hot Date, The Sims 2: Nightlife, The Sims 2: FreeTime та The Sims 3: Late Night.

## Нововведення
- Новий район: Вінденбург
- Нові навички: Ді-джей та Танці[4]
- Нові характеристики: Денс-машина та Інсайдер
- Нове досягнення: Вожак зграї
- Нові ігрові функції/взаємодії: клуби[4]
- Нові інтерактивні об'єкти: природні басейни, кімнати-гардеробні, кабінка ді-джея[4]

## Музика
| Список саундтреків The Sims 4: Get Together | Список саундтреків The Sims 4: Get Together | Список саундтреків The Sims 4: Get Together | Список саундтреків The Sims 4: Get Together | Список саундтреків The Sims 4: Get Together |
| #                                           | Назва                                       | Автор                                       | Радіо                                       | Тривалість                                  |
| ------------------------------------------- | ------------------------------------------- | ------------------------------------------- | ------------------------------------------- | ------------------------------------------- |
| 1.                                          | «Beautiful Now»                             | Zedd                                        | Електронна                                  | 4:12                                        |
| 2.                                          | «Run Away with Me»                          | Карлі Рей Джепсен                           | Поп                                         | 4:10                                        |
| 3.                                          | «Expensive»                                 | Торі Келлі                                  | Поп                                         | 3:28                                        |
| 4.                                          | «Wake Up»                                   | The Vamps                                   | Поп                                         | 3:13                                        |
| 5.                                          | «Ego»                                       | Tribe Society                               | Альтернативний рок                          | 3:31                                        |
| 6.                                          | «Nasty Girls»                               | Holychild                                   | Альтернативний рок                          | 3:16                                        |
| 7.                                          | «Record High Record Low»                    | Givers                                      | Альтернативний рок                          | 3:31                                        |
| 8.                                          | «Fashion»                                   | The Royal Concept                           | Альтернативний рок                          | 3:32                                        |